# ニール・キャサディ
ニール・キャサディ（Neal Cassady、1926年2月8日 - 1968年2月4日）はジャック・ケルアックの小説『路上』の登場人物ディーン・モリアーティのモデルになったとされる人物。ヒッピー・コミューン『メリー・プランクスターズ』のバス運転手。享年41。

## 経歴
ユタ州ソルトレイクシティ生まれ。その奔放で過激な生き方から一冊の本も残さなかったにもかかわらず、友人のケルアック、アレン・ギンズバーグ、ウィリアム・バロウズ、等ビート・ジェネレーションの作家群やヒッピー等に大きな影響を与えた。
1968年、キャサディは裸でメキシコの線路上で死んでいるのを発見されたが、その後も人気は衰えず、死後29年の1997年には彼の生涯を描いた映画『死にたいほどの夜』が発表された。

## 映画出演
- Kerouac　-ケルアックに何が起こったのか？-[2]